# Roberto Pérez Toledo
Roberto Pérez Toledo (Lanzarote, 3 d'abril de 1978 - Madrid, 31 de gener de 2022) fou un guionista, director i productor de cinema espanyol. El 2 de juny de 2017 va estrenar el seu quart llargmetratge Como la espuma, després de 25 curtmetratges. Aquest quart llarg va estar a punt de convertir-se en el primer que produís la plataforma Netflix a Espanya.
El 2013 va participar en el llargmetratge col·lectiu Al final todos mueren, al costat d'altres tres directors i amb l'apadrinament de Javier Fesser, i el 2014 va llançar la TV-movie (rodada segons el manifest #littlesecretfilm) Los amigos raros, emesa al canal Calle 13 i després convertida en un fenomen viral a la xarxa, on acumula gairebé tres milions de visionats a la xarxa. El 2017 va estrenar el seu quart llargmetratge Como la espuma.
El seu debut com a director va ser l'any 1999 amb el seu primer curt  Mar Adentro . A aquest projecte li seguiran molts altres curtmetratges, entre els més coneguts es troben Vuelco (2005) o Los gritones (2010). Aquest últim ha rebut gran quantitat de premis, fins i tot va arribar a ser plagiat per una marca de cotxes sense cap permís, per la qual cosa va portar als tribunals.
A més de guionista, director i productor, Roberto Pérez Toledo alguna ocasió es va encarregar de l'edició i el so o fins i tot de la càmera. Fins 2011, tots els seus treballs eren curtmetratges, però aquest any va fer el seu primer llargmetratge Sis punts sobre Emma. Emma, una noia amb problemes de visió vol ser mare de forma obsessiva, després de descobrir que el seu nuvi no pot tenir fills emprendrà una recerca fins a trobar el candidat perfecte. Però l'amor no ha d'estar pel mig, tot i que no tenir sentiments serà una mica complicat finalment.
En els últims anys, ha dirigit els curts d'èxit (14 en total) de les campanyes en línia per al dia de Sant Valentí de El Corte Inglés (#ElAmorMola, #LaSuerteDeQuererte, # QuéSuerteQuererte). També va dirigir el curt Chicos que lloran per Turisme La Rioja i Atrápalo, El club de la L per a Mapfre,Amor scout per a ASDE Espanya i Taras com a padrí del Premi Fundació Repsol de Notodofilmfest.
El 2 de juny de 2017, va estrenar el seu darrer llargmetratge, el tercer en solitari, titulat Como la espuma. Per la seva aportació al cinema que visibilitza amb talent i sensibilitat la diversitat sexual, va rebre el Premi Honorífic del LesGaiCineMad, el festival de temàtica LGBT de Madrid més important dels països de parla hispana.